# Langenburg
Langenburg è un comune tedesco di 1 934 abitanti,, situato nel land del Baden-Württemberg.
Il suo territorio è bagnato dal fiume Jagst.